# Франциска Ґіффай
Франциска Ґіффай (нім. Franziska Giffey, транск. [ˈɡɪfaɪ̯], до шлюбу Süllke; нар. 3 травня 1978, Франкфурт-на-Одері) — німецька політична діячка (СДП), соціальна науковиця та нехудожня письменниця. З 14 березня 2018 року до 19 травня 2021 року — міністерка у справах сім'ї, літніх громадян, жінок та молоді Німеччини у складі четвертого уряду Анґели Меркель, з 2015 до 2018 року — голова районної ради району Нойкельн у Берліні. З 21 грудня 2021 року — керівна бургомістерка Берліну.

## Біографія та кар'єра
Виросла зі своїм братом у селі Брізен у районі Одер-Шпре в НДР. Батько працював механіком, а мати — бухгалтеркою. З 1988 до 1997 року Франциска була ученицею гімназії ім. сестер Шолль у Фюрстенвальде (Шпре). У гімназії вона на волонтерських засадах організувала шкільну бібліотеку та проводила там більшу частину свого вільного часу.
1997 року склала випускні іспити у гімназії ім. сестер Шолль, отримавши середній бал 1,5, та розпочала навчання в Гумбольдтському університеті Берліна на педагогічному факультеті за фахом «англійська та французька мова». Та після другого семесту, літом 1998 року, була змушена перервати навчання у зв'язку з виникненням дисфонії — порушення голосу через послаблення м'язів гортані. Лікарі наполегливо радили їй відмовитися від навчання на вчительку. Зважаючи на проблеми з голосом, Ґіффай вирішила вивчати адміністративне право у Вищій школі адміністративного та юридичного управління (FHVR) у Берліні. 2001 року вона здобула диплом із адміністративного менеджменту.
Під час навчання 2000 року провела кілька місяців в офісі районної ради Льюїшама у Лондоні, співпрацюючи з Дейвом Салліваном (Лейбористська партія). Після закінчення навчання спочатку працювала в Берліні в офісі районного голови району Трептов-Кепеніка — Клауса Ульбріхта (СДП), де була співробітницею до 2002 року. Крім своєї професійної діяльності в місцевому уряді в Берліні, закінчила навчання за напрямком «Європейський управлінський менеджмент» у FHVR, де навчалася з 2003 до 2005 року. 2005 року здобула науковий ступінь магістра. У межах цього навчання, 2003 року, працювала в Представництві Берліну в Європейському Союзі в Брюсселі, а 2005 року в Парламентській асамблеї Ради Європи в Страсбурзі. У 2004—2009 роках також працювала доценткою в різних академіях та інститутах, у тому числі в Управлінській академії Берліна, Європейській школі управління в Берліні та Академії dbb.
З 2002 до 2010 року була європейською комісаркою берлінського району Нойкельн. З 2005 до 2010 року працювала над докторантурою за напрямком «політологія» у Вільному університеті Берліна. Написала дисертацію на тему «Шлях Європи до громадян — політика Європейської комісії зі залучення громадянського суспільства». 2010 року здобула ступінь доктора політології (Dr. rer. pol.) у Вільному університеті Берліна.
2008 року одружилася з лікарем-ветеринаром Карстеном Ґіффаєм. Проживає з ним у Берліні, 2009 року народила сина.

## Політична кар'єра
У 29-річному віці Франциска Ґіффай вступила до СДП, працюючи в берлінських комунальних органах. Після вступу в партію, з 2007 року вона була відповідальною за партійну казну в регіональній раді правління партії. 2014 року очолила регіональну раду правління та була на цій посаді до 2018 року.
З 1 вересня 2010 року Ґіффай перебуває у відпустці як муніципальна чиновниця землі Берлін.

### Радниця районної ради Нойкельна з питань освіти, школи, культури та спорту (2010—2015)
З 2010 до 2015 року Ґіффай була радницею районної ради Нойкельна у Берліні з питань освіти, школи, культури та спорту.

### Голова районної ради Нойкельна (2015—2018)

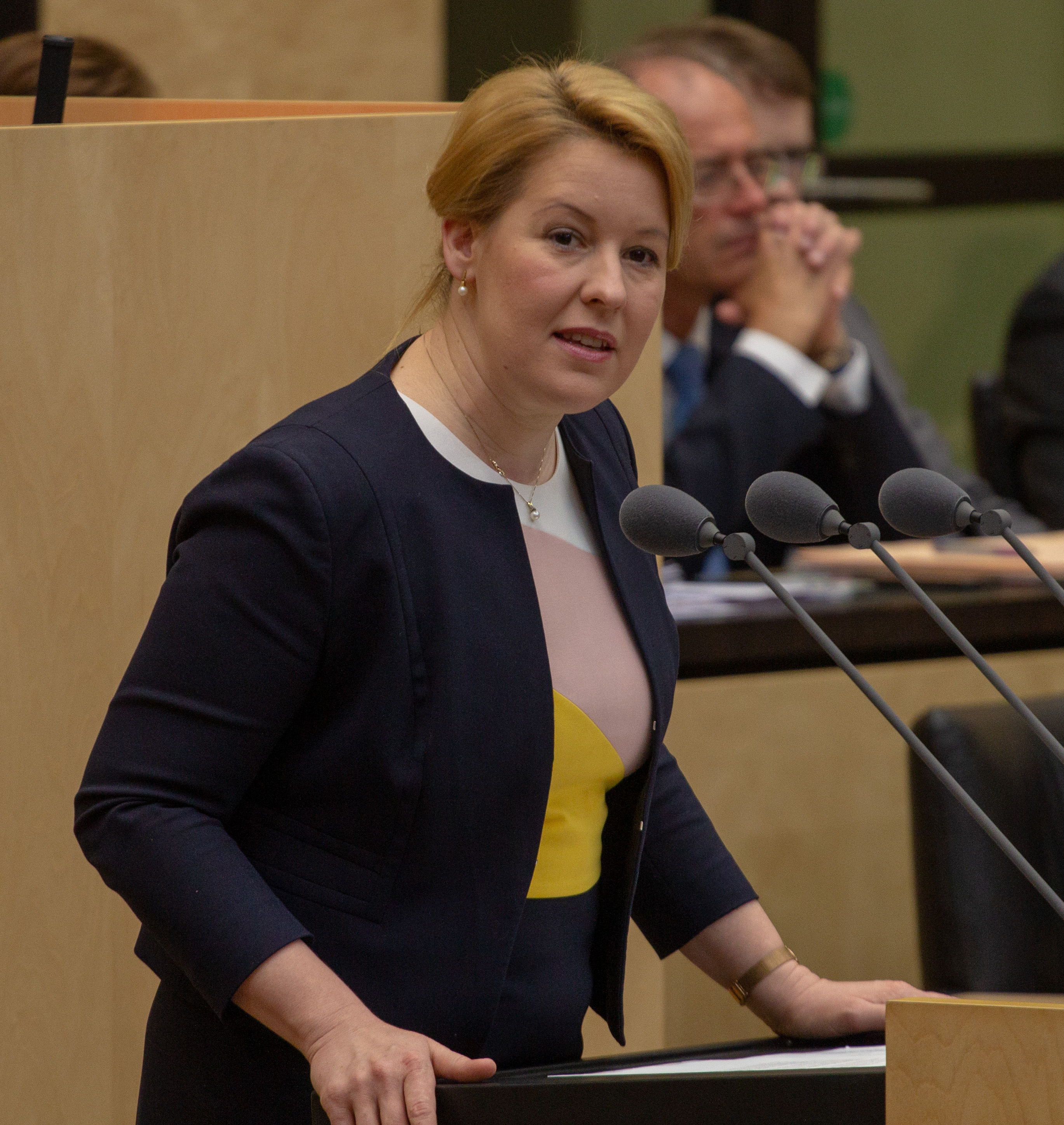
На засіданні Бундесрату, 2019

2015 року на зібранні районних депутатів берлінського району Нойкельн Ґіффай була обрана головою районної ради, після того, як її кандидатура довгий час висвітлювалася в медіа як можлива заміна Гайнцу Бушковському (СДП). Бувши районною головою, вона також очолювала фінансово-економічний відділ та була почесною головою правління фонду замку Бріц.

### Міністерка у справах сім'ї, літніх громадян, жінок та молоді Німеччини (з 2018 року)
14 березня 2018 року Франциску Ґіффай номінували на посаду міністра у справах сім'ї, людей похилого віку, жінок та молоді Німеччини у складі четвертого уряду Анґели Меркель. Мартін Гікель став її наступником на посаді голови районної ради Нойкельну.
У квітні 2018 року в інтерв'ю ЗМІ Ґіффай оголосила про розгляд законопроєкту про дитячі садки, так званий «Gute-Kita-Gesetz», який мав на меті допомогти землям Німеччини покращити якість догляду за дітьми. Серед іншого, проєкт передбачав звільнення від плати, зміни умов по догляду та забезпечення мовного розвитку дітей. Закон наголошував на необхідності покращення підготовки, умов праці та оплати вихователів. Також наголошувалось, що нестача кадрів у цій сфері не може бути легко вирішена шляхом імміграції.

### Кандидатка на вибори до Палати депутатів Берліну
У вересні 2020 року Франциска Ґіффай була номінована від СДП на вибори до Палати депутатів Берліну 2021 року від виборчого округу Нойкельн 6.

## Підозра на плагіат
У лютому 2019 року стало відомо, що дисертація Франциски Ґіффай, яку вона написала під науковим керівництвом Тані Берцель у Вільному університеті Берліна, перевіряється через підозру на плагіат. Ґіффай сама подала свою дисертацію на перевірку, після того як програма «VroniPlag Wiki» виявила 119 можливих плагіатів.
У серпні 2019 року Ґіффай повідомила правління партії СДП, що вона відмовиться від міністерського крісла, якщо Вільний університет Берліна відкличе її докторський ступінь. З цієї причини вона не висувала свою кандидатуру на посаду голови партії 2019 року.
У середині листопада 2020 року Ґіффай заявила, що вона відмовляється використовувати свій докторський титул в майбутньому, але залишається на посаді федеральної міністерки і висуватиме свою кандидатуру на посаду голови СПД у Берліні. Університет заявив, що проведе наступну перевірку її докторської дисертації, у зв'язку з тим, що в попередній перевірці 2019 року припустились помилок. Відповідно до повідомлення газети «Die Zeit», у комісії перебували тільки вчені, які мали зв'язок з науковою керівницею Ґіффай. Наступну перевірку докторської роботи мали завершити до лютого 2021 року.